# Hasarina
Hasarina Schenkel, 1963 è un genere di ragni appartenente alla Famiglia Salticidae.

## Distribuzione
L'unica specie oggi nota di questo genere è stata rinvenuta in Cina: nelle province di Gansu, Sichuan, Hunan e Fujian.

## Tassonomia
A giugno 2011, si compone di una specie:
- Hasarina contortospinosa Schenkel, 1963[2] — Cina